# Episodi di In aller Freundschaft (diciannovesima stagione)
La diciannovesima stagione della serie televisiva In aller Freundschaft è stata trasmessa in anteprima in Germania da Das Erste tra il 5 gennaio 2016 e il 20 dicembre 2016.
| nº | Titolo originale         | Prima TV Germania |
| -- | ------------------------ | ----------------- |
| 1  | Entscheidungen           | 5 gennaio 2016    |
| 2  | Neustart                 | 5 gennaio 2016    |
| 3  | Ganz was Neues           | 19 gennaio 2016   |
| 4  | Trautes Heim             | 26 gennaio 2016   |
| 5  | Beruf und Berufung       | 2 febbraio 2016   |
| 6  | Vergiss mein nicht       | 16 febbraio 2016  |
| 7  | Noch einmal von vorne    | 23 febbraio 2016  |
| 8  | Eine halbe Ewigkeit      | 1º marzo 2016     |
| 9  | In einem anderen Licht   | 8 marzo 2016      |
| 10 | Der zweite Versuch       | 15 marzo 2016     |
| 11 | Guter Rat ist teuer      | 22 marzo 2016     |
| 12 | Schlechte Chancen        | 5 aprile 2016     |
| 13 | Kleine Gesten            | 12 aprile 2016    |
| 14 | Wahre Freunde            | 26 aprile 2016    |
| 15 | Fremdbestimmt            | 3 maggio 2016     |
| 16 | Aufgewacht               | 10 maggio 2016    |
| 17 | Mensch, Mama!            | 17 maggio 2016    |
| 18 | Feuerteufel!             | 24 maggio 2016    |
| 19 | Befreiungsschlag         | 31 maggio 2016    |
| 20 | Im Zweifel               | 7 giugno 2016     |
| 21 | Eiskalt erwischt         | 14 giugno 2016    |
| 22 | Das Leben ist ein Wagnis | 28 giugno 2016    |
| 23 | Fehler muss man machen   | 5 luglio 2016     |
| 24 | Nicht mit mir!           | 12 luglio 2016    |
| 25 | Nicht von dieser Welt    | 9 agosto 2016     |
| 26 | Schwere Zeiten           | 23 agosto 2016    |
| 27 | Ein steiniger Weg        | 30 agosto 2016    |
| 28 | Urteile und Vorurteile   | 6 settembre 2016  |
| 29 | Geballte Ladung          | 13 settembre 2016 |
| 30 | Spott und Ruhm           | 20 settembre 2016 |
| 31 | Herz und Maschine        | 27 settembre 2016 |
| 32 | Freunde in der Not       | 4 ottobre 2016    |
| 33 | Im Dilemma               | 11 ottobre 2016   |
| 34 | Leere                    | 18 ottobre 2016   |
| 35 | Abschied                 | 25 ottobre 2016   |
| 36 | Gravitation              | 1º novembre 2016  |
| 37 | Bestimmung               | 8 novembre 2016   |
| 38 | Wunder Punkt             | 22 novembre 2016  |
| 39 | Schwieriges Miteinander  | 29 novembre 2016  |
| 40 | Liebende Mütter          | 6 dicembre 2016   |
| 41 | Zufälle gibt es nicht    | 13 dicembre 2016  |
| 42 | Schritt für Schritt      | 20 dicembre 2016  |